# Geoffrey Watson
 (février 2018).
Si vous disposez d'ouvrages ou d'articles de référence ou si vous connaissez des sites web de qualité traitant du thème abordé ici, merci de compléter l'article en donnant les références utiles à sa vérifiabilité et en les liant à la section « Notes et références ».
Pour les articles homonymes, voir Watson.
Geoffrey Stuart Watson (3 décembre 1921 - 3 janvier 1998) est un statisticien australien connu pour le test de Durbin-Watson.